# Distretto di Poonch
Il distretto di Poonch è un distretto del Jammu e Kashmir, in India, di 371 561 abitanti. È situato nella divisione del Jammu e il suo capoluogo è Poonch.